# Алекберов Темур Садраддінович
Темур Садраддинович Алекберов (22 вересня 1969 року, Гудаута, Абхазька АРСР) — радянський і російський футболіст і гравець у міні-футбол, після завершення ігрової кар'єри — міні-футбольний тренер.

## Біографія
На початку кар'єри грав на позиції захисника у волгодонському «Атоммаші», дублі харківського «Металіста» та київському СКА . У 1990 році перейшов у СКА Ростов-на-Дону, де провів три сезони, зігравши 112 матчів і забивши 16 голів.
Після цього ухвалив рішення перейти до міні-футболу . Погравши в різних ростовських клубах, 1993 року перейшов у московську «Діну» . У її складі він став семиразовим чемпіоном Росії та п'ятиразовим володарем кубка, триразовим переможцем турніру європейських чемпіонів та володарем Міжконтинентального кубка . У сезоні 1996—97 визнавався найкращим гравцем у міні-футбол Росії, а в сезонах 1994/95, 1995/96, 1996/97 та 1997/98 — найкращим захисником. Після «Діни» грав у «ТТГ-Яві» та «Норільському нікелі», а у 2006 році завершив ігрову кар'єру.
Разом із збірною Росії з міні-футболу став чемпіоном Європи 1999 року. Двічі ставав призером європейської першості, а 1996 року брав участь у завоюванні росіянами бронзи чемпіонату світу .
2006 року перейшов на тренерську роботу. Очоливши «Тюмень», він двічі покращив найвищий результат клубу в чемпіонатах Росії, посівши в сезонах 2006/07 та 2007/08 шосте та четверте місце відповідно. У червні 2008 року очолив клуб щелківський «Спартак-Щолково», а через сезон — новосибірський «Сибіряк» .
З 4 серпня по 20 грудня 2017 року — головний тренер «Діни». З січня по 18 травня 2018 року — головний тренер «Ухти» . У сезоні 2018/19 — головний тренер «Газпрому-Югри» . З 2 вересня 2019 року — головний тренер жіночого міні-футбольного клубу «Норманочка» .

## Досягнення
Ігрова кар'єра
- Чемпіон Європи з міні-футболу 1999 року
- Срібний призер чемпіонату Європи з міні-футболу 1996 року
- Бронзовий призер чемпіонату Європи з міні-футболу 2001 року
- Бронзовий призер чемпіонату світу з міні-футболу 1996
- Переможець студентського чемпіонату світу з міні-футболу 1994 року
- Чемпіон Росії з міні-футболу (7): 1993-94, 1994-95, 1995-96, 1996-97, 1997-98, 1998-99, 1999—2000
- Володар кубка Росії з міні-футболу (5): 1995, 1996, 1997, 1998, 1999
- Турнір Європейських Чемпіонів з міні-футболу (3): 1995, 1997, 1999
- Міжконтинентальний Кубок з міні-футболу 1997 року
- Володар Кубку Вищої Ліги: 1995 року

Особисті:
- Найкращий гравець чемпіонату Росії 1996/97
- Найкращий захисник чемпіонату Росії (4): 1994/95, 1995/96, 1996/97, 1997/98
- Тренер сезону (за версією ЗМІ) (2): 2015/16, 2016/17